# Прапор Муствее
Прапор Муствее (ест. Mustvee lipp) — один з офіційних символів міста Муствее в Естонії. Співвідношення ширини і довжини прапора — 7:11, нормальний розмір — 105x165 см . Прийнятий 21 червня 1993 року.

## Опис
|  | Синє полотнище, внизу якого накладені одна на одну біла та чорна хвилі. |

## Символіка
В прапорі повторюється кольорова гама стяга Естонської республіки.

## Використання
- Прапор міста постійно піднімається на будинку мерії міста.
- Прапор може висіти на міських підприємствах, установах, житлових будинках і офісах організацій разом з естонським прапором.
- Жителі міста можуть вивісити прапор на публічних заходах і сімейних заходах.
- Прапор виготовляється в місті з дозволу муніципалітету.